# المغرب المعاصر: الخصوصية والهوية.. الحداثة والتنمية
المغرب المعاصر: الخصوصية والهوية.. الحداثة والتنمية هو كتاب من تأليف المفكر المغربي محمد عابد الجابري،صدر الكتاب عن المركز الثقافي العربي في الدار البيضاء.يُعد من أبرز أعمال الجابري التي تجمع بين التحليل الفلسفي والرؤية الإصلاحية

## محتوى الكتاب
يتناول فيه إشكاليات التحول الاجتماعي والسياسي في المغرب في ظل التفاعل بين الأصالة والحداثة. يسلط الجابري الضوء على التوتر القائم بين الحفاظ على الهوية الثقافية المغربية والانخراط في مشاريع التحديث والتنمية، ويحلل كيف أثرت هذه الديناميات على البنية الفكرية والسياسية للمجتمع المغربي،كما يركز الكتاب على تطور النخب الفكرية والسياسية، ويستعرض العلاقة بين الدين والدولة، ودور العلماء والجماعات الدينية في تشكيل المجال العام. كما يناقش الجابري مفهوم الخصوصية المغربية في سياق العولمة، ويطرح رؤيته حول كيفية تحقيق التنمية دون التفريط في الهوية الوطنية.

## اقتباسات من الكتاب
"إن الخصوصية المغربية ليست عائقًا أمام الحداثة، بل هي شرط من شروط تحققها بصورة أصيلة."
"لا يمكن الحديث عن تنمية حقيقية دون مساءلة البنية الثقافية والسياسية التي تحكم المجتمع المغربي."
"الدولة الحديثة في المغرب لم تتشكل خارج التاريخ، بل هي امتداد لتراكمات تاريخية يجب فهمها لا القفز عليها."
"الوعي العروبي في المغرب لم يكن مجرد انتماء قومي، بل كان فعلًا نقديًا تجاه السوسيولوجيا الاستعمارية."
"إن الحداثة لا تُستورد جاهزة، بل تُبنى من داخل المجتمع، انطلاقًا من خصوصياته وتاريخه."
"لا يمكن فصل الدين عن السياسة في المغرب دون فهم البنية التاريخية التي ربطت بينهما منذ نشأة الدولة."
"الوعي الوطني لا يتشكل فقط عبر مقاومة الاستعمار، بل أيضًا من خلال نقد الذات وتجاوز التبعية الثقافية."
"التنمية ليست مجرد مؤشرات اقتصادية، بل هي مشروع حضاري يتطلب إعادة بناء العلاقة بين الدولة والمجتمع."

## أسلوب الكتاب
يتّسم كتاب المغرب المعاصر: الخصوصية والهوية.. الحداثة والتنمية لمحمد عابد الجابري بأسلوب نقدي تحليلي، يتداخل فيه السرد التاريخي بالتفكيك الفلسفي والسوسيولوجي، حيث يركّز الكاتب على مساءلة مسارات التحول التي عرفها المغرب من منظور يوازن بين الأصالة والحداثة. يمزج الجابري في كتابته بين لغة أكاديمية دقيقة وحس تاريخي متجذر، مستندًا إلى مرجعيات فكرية عربية وغربية، ويحرص على تقديم قراءة مغربية للواقع السياسي والاجتماعي دون الوقوع في الخطابات التبريرية أو النقلية. ويُلاحظ في بنيته النصية حضور قوي للمنهج النقدي، حيث يعمد إلى تفكيك المفاهيم وإعادة تركيبها ضمن سياق محلي يعكس خصوصية التجربة المغربية، في تفاعلها مع الاستعمار، الدين، العروبة، والدولة الحديثة.

## النقد والاستقبال
حظي كتاب المغرب المعاصر: الخصوصية والهوية.. الحداثة والتنمية للمفكر المغربي محمد عابد الجابري باهتمام نقدي واسع في الأوساط الأكاديمية والفكرية، حيث اعتُبر امتداداً لمشروعه في تحليل البُنى الفكرية والسياسية للمجتمع المغربي. وقد أشاد النقاد بجرأته في تناول إشكاليات الهوية والحداثة والتنمية في سياق مغربي محكوم بإرث تقليدي وتطلعات تحديثية، مؤكدين على أهمية مقاربته التي تربط بين البعد التاريخي والفكري والاجتماعي. كما رأى بعض الباحثين أن الكتاب يمثل مرجعاً في فهم التحولات التي عرفها المغرب خلال العقود الأخيرة من القرن العشرين، لما يتضمنه من تحليل نقدي للتجربة السياسية والثقافية المغربية، في حين أشار آخرون إلى طابعه الإشكالي الذي يعكس جدلية الجابري الدائمة بين الخصوصية والكونية.